# Jo Freeman
Jo Freeman   (Atlanta, 26 d'agost de 1945) és una politòloga, escriptora i advocada feminista estatunidenca. En la dècada dels 1960, quan estudiava en la Universitat de Califòrnia a Berkeley, s'involucrà en organitzacions en defensa de les llibertats civils i pels drets civils primer en favor de les persones afroamericanes i després de les dones. També fou una de les primeres activistes del moviment d'alliberament de les dones nord-americanes durant la segona onada feminista en la dècada dels 1960. Especialista en moviments socials i partits polítics, és autora de textos històrics feministes, com ara La tirania de la manca d'estructures. També ha escrit sobre lleis, polítiques públiques i drets de les dones i sobre dones en política. A hores d'ara, manté la lluita en defensa dels drets civils i els drets de les dones. Participà en la Marxa de les Dones de Washington al 2017 i remarca el moviment Me Too i el valor de denunciar els abusos.

## Biografia
Nasqué a Atlanta, Geòrgia, al 1945. La seua mare, Helen, era de Hamilton (Alabama), i havia servit durant la Segona Guerra Mundial com a tinenta primera en el Cos de Dones de l'Exèrcit destinat a Anglaterra. Poc després del naixement de la seua filla, es traslladà a Los Angeles, Califòrnia, on feia classes en secundària fins poc abans de morir d'un emfisema. Jo Freeman estudià en la Birmingham High School, però es llicencià en la Granada Hills High School al 1961. Es llicencià amb esment especial en Ciències Polítiques en la Universitat de Berkeley al 1965. Al 1968 comença el treball de postgrau en Ciències Polítiques en la Universitat de Chicago i acaba el doctorat l'any 1973. Després de quatre anys de docència en la Universitat Estatal de Nova York, anà a Washington DC com a becària de Brookings i restà un any més com a becària del Congrés de l'Associació Estatunidenca de Ciències Polítiques. Al 1979 entrà en la Facultat de Dret de la Universitat de Nova York com a becària Root-Titllin i obtingué el títol de doctora en Jurisprudència al 1982. Un any més tard, entra en el Col·legi d'Advocats de l'Estat de Nova York.

### Activista estudiantil a Berkeley
A Berkeley, Freeman participà en la Universitat Young Democrats i en el partit polític del campus, SLATE. Allí lluità per a abolir les proves atòmiques, la censura de la Universitat sobre els oradors polèmics, i per a millorar l'educació universitària a Califòrnia. Escrigué una guia per a classes i professors titulada SLATE Supplement to the General Catalog, i ressenyes sobre professors i els seus cursos. Un dels principis de SLATE era que els estudiants havien de tenir al campus els mateixos drets que tenien com a ciutadans a fora, per a opinar sobre els problemes, cosa que no succeïa des de tardor del 1930, quan la Universitat restringí aquests drets en haver-se convertit en una molèstia el suport dels estudiants a les reivindicacions del moviment pels drets civils.
A la tardor del 1964 el problema s'agreujà quan les associacions estudiantils posaren taules al campus per a sol·licitar diners i reclutar estudiants per a l'acció política fora del campus, desafiant la prohibició. Una persona fou arrestada i alguns estudiants reberen citacions administratives. Després que les negociacions amb el degà de la Universitat, Clark Kerr, evitaren un arrest massiu, el Moviment per la Llibertat d'Expressió (FSM) es constituí en grups estudiantils per a continuar la lluita. Freeman representà els Joves Demòcrates en el comité executiu del FSM. Després de dos mesos de negociacions infructuoses, Freeman fou una "dels 800" estudiants que foren arrestats per participar en una asseguda en l'edifici de l'administració principal del 2 al 3 de desembre del 1964. Aquest fou l'arrest massiu més gran de la història de Califòrnia. La publicitat que generà va obligar els òrgans directius de la Universitat a canviar les normes perquè l'estudiantat pogués abordar qüestions polítiques al campus.

### Activista pels drets civils
Quan el moviment per la defensa dels drets civils arribà a la badia de San Francisco al 1963, feren piquets i accions contra els patrons que no contractaven gent negra. Aquestes actuacions continuaren amb negociacions fallides amb els hotels més luxosos de San Francisco i alguns concessionaris d'automòbils. Freeman formà part del grup de 167 manifestants arrestats en el Sheraton-Palace Hotel al març del 1964, i de les 226 persones arrestades a l'agència Cadillac a l'abril. Fou absolta en el primer judici i condemnada en el segon a quinze dies de presó. El segon juí li impedí assistir al projecte Freedom Summer del 1964 a Mississipi. Quan acabà, feu autoestop cap a la Convenció Nacional Demòcrata de 1964 a Atlantic City (Nova Jersey), per a donar suport a la petició del Partit Democràtic de la Llibertat de Mississipi d'ocupar un lloc en la delegació regular de Mississipi, tota composta per persones blanques.
Després de llicenciar-se en la UC Berkeley, Freeman entrà en el projecte d'estiu de la Conferència Sud de Lideratge Cristià (SCLC), SCOPE (Organització Comunitària del Sud i Educació Política). Quan acabà l'estiu, començà a treballar en la SCLC sobre el terreny. L'any següent feu el registre de votants d'Alabama i Mississipi, i fou empresonada uns dies en tots dos estats. A l'agost del 1966, quan treballava a Grenada (Mississipi), el Jackson Daily News publicà un editorial descrivint-la com una "agitadora professional" i simpatitzant del comunisme. L'article anava acompanyat de cinc fotografies, inclosa una presa a Califòrnia durant el FSM, la qual cosa la convertí en objectiu potencial dels esquadrons de la mort de Mississipi. Trenta anys més tard, una ordre d'un tribunal federal revelà que la Comissió de Sobirania de l'Estat de Mississipi havia proporcionat al diari la informació. Un informant havia documentat la participació de Freeman en el FSM i l'havia reconeguda a Grenada. Preocupada per la seua seguretat, la SCLC envià a Freeman a Atlanta, on treballà en l'oficina principal i també com a assistent de Coretta Scott King durant sis setmanes. A l'octubre treballà en el projecte de Chicago de SCLC. A mesura que el projecte de SCLC a Chicago s'esvaïa, Freeman entrà a col·laborar per a un diari comunitari, el West Side TORCH. Després tractà de trobar faena com a periodista i fotògrafa a Chicago, on la rebutjaren al·legant que "les xiques no podien cobrir els aldarulls". Per fi trobà faena com a correctora en una revista de negocis, i més tard esdevingué escriptora independent.

## Activista per l'alliberament de les dones i escriptora
"Moltes de nosaltres que comencem aquest nou moviment veníem dels drets civils, i n'havíem absorbit les idees, i això va donar forma al moviment de les dones. D'alguna manera, el moviment d'alliberament de les dones fou fill del moviment pels drets civils" explicava al 2014 Jo Freeman en el documental She's Beautiful When She's Angry sobre les primeres activistes del moviment de dones estatunidenc en la segona onada feminista.
Al juny del 1967, Freeman assistí a un curs d'"escola gratuïta" sobre dones en la Universitat de Chicago dirigit per Heather Booth i Naomi Weisstein, a qui convidà a organitzar un taller per a dones en la Conferència Nacional de Nova Política (NCNP), que es realitzaria durant el cap de setmana del Dia del Treball del 1967 a Chicago. En aquesta conferència es formà un planter de dones, dirigit per Freeman i Shulamith Firestone, que presentaren les seues reivindicacions en la sessió plenària. Van ser rebutjades, però, amb l'argument que no eren prou importants. Davant les seues protestes, van aconseguir que la seua proposta s'inclogués al final de l'agenda, però mai no arribà a discutir-se. Quan el director de la Conferència Nacional de Nova Política, William F. Pepper, es negà a reconéixer cap de les dones pendents de parlar i cridà a algú perquè parlàs sobre els indígenes americans, cinc dones, inclosa Firestone, van córrer al podi per a exigir saber-ne el motiu. William F. Pepper li va donar uns copets al cap a Firestone i li diguér: "Ves-te'n, petita, tenim assumptes més importants per parlar ací que l'alliberament de les dones". Freeman i Firestone van reunir les dones que havien assistit al curs d'"escola gratuïta" i al taller de dones en la conferència, i aquesta reunió esdevingué el primer grup d'alliberament de dones de Chicago. Era conegut com el grup Westside perquè s'aplegava cada setmana en el departament de Freeman al costat oest de Chicago. Passats uns mesos, Freeman publicà un butlletí, Veu del Moviment d'Alliberament de les Dones. Va circular per tot l'estat, i fins i tot per altres països, donant nom al nou moviment. Moltes de les dones del grup Westside fundaren altres organitzacions feministes, inclosa la Unió d'Alliberament de Dones de Chicago.
A la tardor del 1968, Freeman es matriculà en una escola de postgrau en Ciències Polítiques de la Universitat de Chicago. També feu cursos fora de la disciplina que li permeteren explorar la recerca sobre les dones, els rols sexuals i temes relacionats. Fou una pionera acadèmica en aquests temes. La majoria dels articles que escrigué es van publicar després en revistes i en llibres de text universitaris. Quan la consciència sobre les dones en la Universitat es plantejà arran de l'acomiadament d'una professora, Freeman dirigí els esforços per a examinar les experiències de les dones en els àmbits universitaris, i això inclogué la creació d'un "curs gratuït" sobre la posició legal i econòmica de les dones a principis del 1969, i presidí el subcomité estudiantil del nou Comité sobre Dones Universitàries, i organitzà una important conferència sobre dones a la tardor següent.
En la reunió anual de l'Associació Americana de Ciència Política (APSA) al 1969, Freeman cofundà el Caucus de Dones per a Ciències Polítiques, i en fou tresorera durant un any. També treballà en el Comitè sobre l'Estatus de les Dones d'APSA.
Com a conferenciant, Freeman fou convidada a parlar en molts altres col·legis i universitats, sobretot de l'Oest Mitjà. Va passar els estius del 1970 i 1971 fent autoestop per Europa distribuint literatura feminista. La seua conferència en la Universitat d'Oslo al 1970 s'atribueix a la creació del seu primer nou grup feminista. Els escrits que va distribuir també foren molt ben rebuts per les feministes dels Països Baixos.
Tot i que Freeman no havia participat en la política del Partit Demòcrata des que havia deixat Califòrnia al 1965 (tret d'un breu període en la campanya presidencial del 1968 d'Eugene McCarthy), es presentà com a delegada en la Convenció Nacional Demòcrata del 1972 per a posar el nom de Shirley Chisholm en la papereta. Quedà en el nové lloc entre els 24 candidats del primer districte de Chicago i assistí a la convenció com a alternativa amb la Delegació del Desafiament de Chicago, que enderrocà la llista triada per l'alcalde Daley. Més tard treballà en la campanya presidencial del 1984 del senador Alan Cranston de Califòrnia i fou molt activa en la política del Partit Demòcrata de Brooklyn, Nova York.

### Obra
Freeman escrigué quatre texts feministes que s'han convertit en clàssics, amb el nom del seu moviment "Joreen", que analitzaven les seues experiències en el moviment d'alliberament feminista. El més conegut és La tirania de la manca d'estructures, (1970-1971) en què argumenta que no existeix grup sense estructura, el que ocorre és que el poder es disfressa i s'oculta quan no se'n reconeix l'estructura. Assenyalava que tots els grups i organitzacions necessiten línies de responsabilitat democràtica per a retre comptes. El seu text BITCH Manifest del 1969 es considera un exemple primerenc de recuperació del llenguatge per a un moviment social, així com un reconeixement de rols de gènere no tradicionals. Un tercer article, Trashing: The Dark Side of Sisterhood (Destrosses: el costat fosc de la germanor) tractà un aspecte del moviment feminista que moltes participants havien experimentat però poques volien debatre obertament. The 51 Percent Minority Group: A Statistical Essay s'inclogué en l'antologia del 1970 Sisterhood is Powerful: An Anthology of Writings From The Women's Liberation Movement, editat per Robin Morgan.
La dissertació de Freeman al 1973 analitzà les dues branques del moviment feminista, i argumentà que estaven separades més per generació i experiència que per ideologia. El que anomenà la "branca més jove" la iniciaren dones amb experiència en drets civils, en contra de la guerra i en l'activisme estudiantil de la Nova Esquerra estatunidenca. La "branca més antiga" fou fundada per dones que havien treballat amb la Comissió Presidencial sobre l'Estatus de les Dones i les Comissions estatals relacionades. Aquesta darrera branca havia creat associacions com l'Organització Nacional de Dones (NOW) i la Women's Equity Action League (Lliga d'Acció d'Igualtat de Dones) (WEAL). El llibre resultant, The Politics of Women's Liberation, es publicà al 1975 i guanyà el premi de l'APSA com a millor treball acadèmic sobre les dones en política. Freeman escrigué The Bitch Manfesto a la tardor del 1968: hi assenyala que les dones són etiquetades en la societat segons tres principis: la personalitat, l'orientació i l'aspecte físic.
El 1977, Freeman entrà a l'Institut de les Dones per la llibertat de premsa (WIFP).

### MeToo (2017)
El 2017-2018 Freeman destaca el valor del moviment Me Too i la necessitat d'arribar a un canvi cultural sobre la concepció del cos femení per part dels homes.
"(...) encara presumeixen de posar-nos les mans al damunt sense el nostre consentiment. Si aquests comportaments fossen rebutjats per ells mateixos, i es deixaren de riure d'aquest tema i de considerar-ho com un triomf, seria qüestió de temps que desapareguessen. Precisament, en aquest sentit treballa el moviment MeToo. No sé quin èxit hi podrem tenir; confie, però, que d'ací a uns anys les dones gaudirem d'una millor situació en tots els sentits."(1)
Freeman és partidària d'aquest moviment 
"(...) m'alegre que les dones per fi parlem obertament. El problema dels abusos sempre ha existit d'amagat: la gent no ho solia comentar, i a les dones que ho feien les desacreditaven. Que ara aquestes situacions es visibilitzen públicament i n'hi haja conseqüències, com que els homes siguen despatxats, és un canvi important perquè no siguen acceptables. El moviment MeToo ens està ajudant perquè, a diferència de fa anys, a les dones en massa ens arriben a creure."(1)

## Trajectòria en dret i ciència política
Abans de doctorar-se per la Universitat de Chicago al 1973, Freeman ensenyà durant quatre anys en la Universitat Estatal de Nova York. Després passà dos anys a Washington, DC, com a becària de la Institució Brookings i més tard com a becària del Congrés d'APSA. Amb un creixent interés en les polítiques públiques, i sense poder trobar un lloc a temps complet en l'àmbit universitari, Freeman decidí estudiar Dret després d'obtenir una beca Root-Titllin en la Facultat de Dret de la Universitat de Nova York. Es llicencià com a doctora en Jurisprudència al 1982 i entrà en el Col·legi d'Advocats de l'Estat de Nova York l'any següent. Tingué un despatx privat a Brooklyn, Nova York, durant molts anys, com a consellera per a dones que accedien o volien accedir a càrrecs polítics.
Freeman ha publicat 11 llibres i centenars d'articles. La majoria es refereixen a algun aspecte de les dones o al feminisme; també escriu sobre moviments socials i els partits polítics. Dos llibres seus són considerats clàssics: Sobre els orígens dels moviments socials i La cultura política dels partits demòcrates i republicans. Dones: una perspectiva feminista arribà a cinc edicions i durant molts anys fou el principal llibre de text introductori d'estudis feministes. Una habitació alhora: com entraren les dones en els partits polítics (2000) també guanyà un premi de beca atorgat per l'APSA.
Jo Freeman ha continuat assistint a les principals convencions polítiques del partit com a periodista. Molts articles seus apareixen en la seua pàgina web, així com algunes de les seues fotografies d'actes polítics i una petita selecció de la seua col·lecció de xapes.

## Llibres
- The Politics of Women's Liberation: A Case Study of an Emerging Social Movement and Its Relation to the Policy Process (La política de l'alliberament de les dones: un estudi de cas d'un moviment social emergent i la seua relació amb el procés polític) (Longman, 1975; iUniverse, 2000) ISBN 978-0-595-08899-7.
- Women: A Feminist Perspective (Dones: una perspectiva feminista), editor Mayfield, 1975, 1979, 1984, 1989, 1995. ISBN 1-55934-111-4.
- Social Movements of the Sixties and Seventies (Moviments socials dels seixanta i setanta) editor Longman, 1983). ISBN 0-582-28091-5.
- Waves of Protest: Social Movements Since the Sixties (Onades de protesta: moviments socials des dels seixanta), publicat amb Victoria Johnson (Rowman & Littlefield, 1999). ISBN 0-8476-8747-3.
- A Room at a Time: How Women Entered Party Politics (Una habitació alhora: com entren les dones als partits polítics) Rowman & Littlefield, 2000. ISBN 0-8476-9804-1.
- At Berkeley in the Sixties: The Education of an Activist, 1961–1965 (A Berkeley als seixanta: l'educació d'una activista, 1961–1965, Indiana Premsa Universitària, 2004. ISBN 0-253-34283-X.
- We Will Be Heard: Women's Struggles for Political Power in the United States (Ens escoltaran: les lluites de les dones pel poder polític als Estats Units) Rowman & Littlefield, 2008. ISBN 978-0-7425-5608-9.

## Documental
- She's Beautiful When She's Angry. (2014)[28][29]